# Kodeks 0136
Kodeks 0136 (Gregory-Aland no. 0136) ε 91 (Soden) – grecko-arabski kodeks uncjalny Nowego Testamentu na pergaminie, paleograficznie datowany na IX wiek. Rękopis jest przechowywany jest w Rosyjskiej Bibliotece Narodowej (Gr. 281) w Petersburgu.

## Opis
Do dziś zachowały się 3 karty kodeksu (33 na 27 cm) z tekstem Ewangelii Mateusza (14,6-13; 25,9-16; 25,41-26,1).
Tekst pisany jest dwoma kolumnami na stronę, w 16 linijkach w kolumnie, litery są wielkie. Stosuje przydechy i akcenty.
Do tego samego rękopisu należał fragment oznakowany jako 0137 (GA).

## Tekst
Grecki tekst kodeksu przekazuje Tekst bizantyński. Kurt Aland zaklasyfikował go do kategorii V.

## Historia
Aland datował kodeks na IX wiek. W ten sam sposób datuje go obecnie INTF.
Rękopis cytowany jest we współczesnych krytycznych wydaniach greckiego tekstu Nowego Testamentu (NA26, UBS3). Nie cytują go NA27 i UBS4).